# 미국 국립기념물

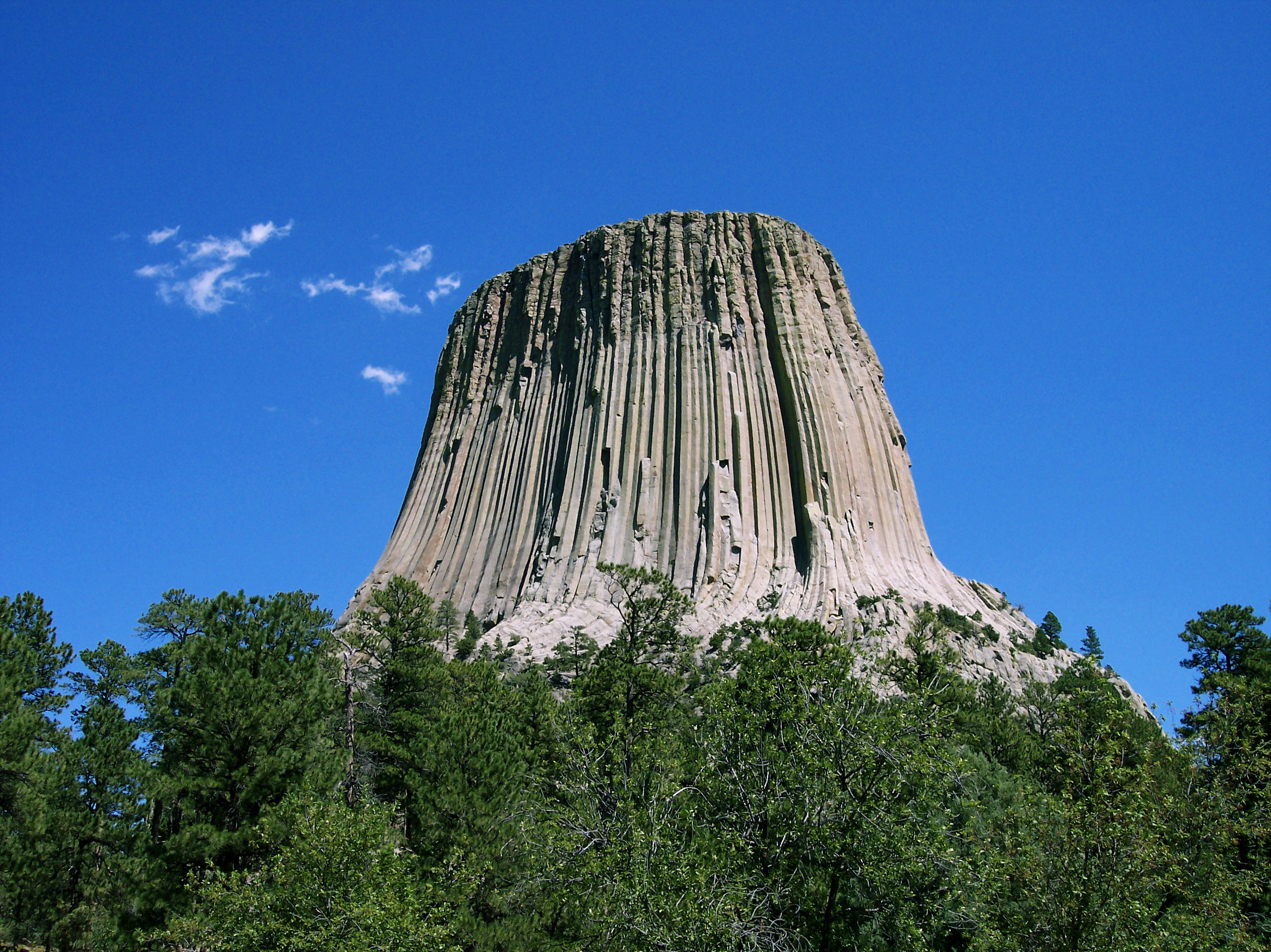
미국에서 최초로 지정된 데빌스 타워 국립기념물(Devils Tower National Monument)

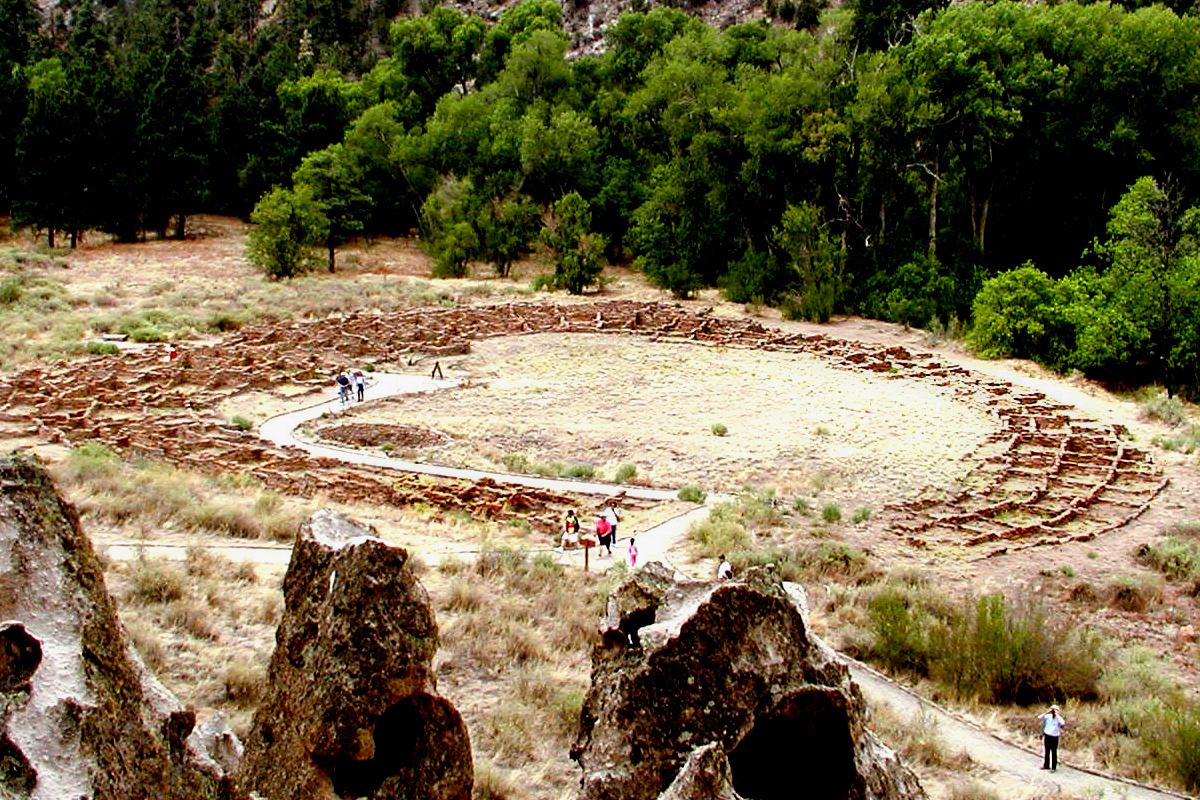
뉴멕시코주에 있는 푸에블로 인디언의 유적지인 반델리어 국립기념물(Bandelier National Monument)

미국의 국립기념물(National Monument)은 미국의 국립공원(National Park)과 비슷한 미국 문화유산 자연의 보호를 위해 지정된 곳이다. 국립공원과 다른 점은 규모가 국립공원보다 작고 대통령이 의회의 승인을 거치지 않고 지정할 수 있는 점이 다르다. 한국의 천연기념물, 국정기념물을 말할 때에는 동물이나 식물이 많이 포함되지만, 내셔널 모뉴먼트의 의미에는 동식물 같은 것은 포함되지 않는다. 미국에서 일컫는 내셔널 모뉴먼트(National Monument)는 한국어로 의역한다면 '준(準) 국립공원'이라고 할 수 있다. 이런 이유로, 미국의 내셔널 모뉴먼트 관리는 연방 정부 국립공원((National Park)이나 산림, 토지 관리국(Bureau of Land Management(BLM))에서 하고 있다.
미국의 모뉴먼트를 지정하게 된 법적 근거가 되는 유적지 보존법(Antiquities Act)은 루스벨트 대통령에 의해서 1906년 6월 8일 발효되었다. 와이오밍주에 있는 데빌스 타워를 국립공원법으로 보호하려 했으나 의회의 승인 받는 절차가 너무 오래 걸려서 보다 빠른 행정절차로 시행하는 방법을 모색한 결과 유적지 보존법이 결의된 것이다.
현재 미국에는 109개의 내셔널 모뉴먼트(National Monument)가 있다. 그중 58개는 자연적 가치 때문에 지정된 곳이다. 지질학적 중요성 때문에 지정된 곳이 10곳이며 화산이 5곳, 바다가 7곳이다. 역사적 유적지로는 28곳, 인디언 유적지는 22곳이 있다.
국립기념물이 가장 많은 주는 애리조나주로 18곳이 있으며, 다음으로 뉴멕시코주가 14곳, 캘리포니아주가 10곳이 된다. 미국의 국립기념물은 후일에 와서 국립공원으로 승격되는 예가 많다. 애리조나주에 있는 그랜드 캐니언 국립공원(Grand Canyon National Park), 화석의 숲 국립공원(Petrified Forest National Park), 뉴멕시코주의 차코 문화 국립역사공원(Chaco Culture National Historical Park)을 그 예로 들 수 있다.